# Зелёный марш
Зелёный марш (араб. المسيرة الخضراء‎ — аль-Маси́рат уль-хадра́) — стратегическая массовая демонстрация марокканцев в ноябре 1975 года, скоординированная марокканским правительством и направленная на принуждение Испании передать Марокко спорную территорию Западной Сахары. Слово «зелёный» в названии марша подразумевает его связь с исламом.

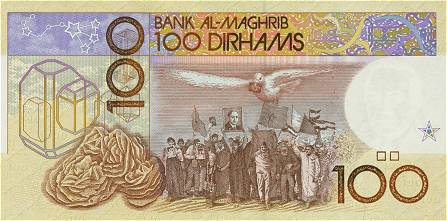
Купюра 100 марокканских дирхамов 1991 года выпуска в память о Зелёном марше

16 октября 1975 года король Хасан II объявил об организации марша с целью освобождения южных провинций королевства, опираясь на неоднозначность решения международного суда в Гааге, подтвердившего, что Сахара всегда была заселена, и сахарцы всегда были лояльны к султанам Марокко, расценив это решение как признание в пользу возвращения Западной Сахары в состав Марокко.
6 ноября 1975 года 350 тыс. безоружных марокканцев, среди которых были женщины и дети, по призыву короля собрались в южном городе Тарфая и, размахивая марокканскими флагами и знамёнами, фотографиями короля и Кораном, с криками: «Верните нам марокканскую Сахару!», перешли по его команде воображаемую границу, не встречая сопротивления, поскольку испанским войскам было приказано не стрелять во избежание кровопролития.
С этого дня официально началась марокканская аннексия Западной Сахары, ввод на эту территорию регулярных сил марокканской армии с целью оккупации территории и предотвращения возможного противодействия как со стороны Алжира, так и со стороны местных повстанцев из Полисарио. 
Этот памятный день, 6 ноября 1975 года, похода марокканцев в северную часть Испанской Сахары с целью аннексии этой территории, организованного королём Хасаном II, стал национальным праздником Марокко.
«3елёный марш» не стал для марокканцев актом захвата чьей-то территории. Многие марокканцы считали существование Марокко в постколониальных границах несправедливым. Они восприняли присоединение Западной Сахары актом восстановления территориальной целостности Марокко и как некую компенсацию за те исконные марокканские земли, которые перешли в состав Алжира в результате изменения Францией административной границы между колониями всего за несколько лет перед обретением теми независимости (см. Алжиро-марокканский пограничный конфликт).
Сахарская Арабская Демократическая Республика считает «3елёный марш» аннексией и оккупацией.